# Universitetet i Franeker
Universitetet i Franeker 1585-1811 var et universitet i Franeker i vest-frisland (nu en del af Nederlandene). Det var det næstældste universitet i Nederlandende, grundlagt kort efter Universitetet i Leiden.
I begyndelsen havde universitetet et godt ry og tiltrak studerende langvejs fra. Universitetet blev nedlagt af Napoleon i 1811.
Blandt andre har danske Jesper Rasmussen Brochmand forelæst i Franeker.

## Fremstående professorer og alumni
- Lieuwe van Aitzema, historiker og diplomat
- Willem Baudartius, teolog
- Balthasar Bekker, teolog
- Court Lambertus van Beyma, politiker
- Govert Bidloo, anatom og livmedikus hos Vilhelm III af England
- Cornelius van Bynkershoek, jurist, president vid Hoge Raad der Nederlanden (Højesteret)
- Steven Blankaart, læge og entomolog
- Johannes Bogerman, professor i teologi, formand ved Synoden i Dordrecht
- Sebald Justinus Brugmans, professor i fysik og matematik 1585
- Pieter Burman den yngre professor i historie 1736-1744
- Petrus Camper, professor i filosofi, anatomi og kirurgi 1750
- Johannes Coccejus, professor i hebraisk og teologi, 1643
- René Descartes, filosof (student 1629–1630)
- Johannes van den Driesche, professor i orientalske sprog ved Oxford Universitet 1575 og i Franeker 1585
- Sicco van Goslinga, statsmand og diplomat
- Willem van Haren, poet og politiker
- Onno Zwier van Haren, forfatter og politiker
- Pieter Harting, professor i medicin 1841, farmakologi og plantefysiologi ved universitetet i Utrecht
- Johann Gottlieb Heineccius professor i juridik 1724–1727
- Daniel Heinsius, student og senere professor ved universitetet i Leiden
- Tiberius Hemsterhuis, professor i grekiska och historia 1720–1740
- Ulrik Huber, professor i juridik og politisk filosof
- Theodorus van Kooten, professor i latin och historie; poet og politiker
- Johann Samuel König, professor i matematik og filosofi 1744–1749
- Sibrandus Lubbertus, professor i teologi 1585-1625
- Johannes Maccovius, professor i teologi 1615, svoger til Saskia van Uylenburgh
- Henricus Antonides Nerdenus, professor i teologi 1585-1614
- Adriaan Metius, matematiker og astronom, professor extraordinarius 1598
- Johannes Mulder, (1769–1810) student og senere professor ved universitetet i Groningen
- Mattheus Brouërius van Nidek poet
- Gerard Noodt professor i juridik 1679-1686
- Jacob Perizonius,  professor i veltalenhed og historie 1682-1693
- Murk van Phelsum, læge
- Herman Alexander Röell, professor i teologi
- Peter Stuyvesant, guvernør for Nieuw-Amsterdam
- Jean Henri van Swinden, professor i fysik og filosofi 1766
- Christiaan Hendrik Trotz, professor i juridik 1741
- Jan Valckenaer, jurist, patriot og diplomat
- Lodewijk Caspar Valckenaer, professor i græsk 1741-1765
- Johannes Henricus Voorda, professor i juridik 1797-1802
- Vilhelm 4. af Oranien, Nederlandenes arvestatholder
- Campegius Vitringa, professor i orientalske sprog og teologi
- Willem Bartel van der Kooi, kunstmaler

| Skole | Spire Denne artikel om en skole, en uddannelsesinstitution eller uddannelse er en spire som bør udbygges. Du er velkommen til at hjælpe Wikipedia ved at udvide den. |

53°11′09″N 5°32′21″Ø / 53.18574°N 5.53906°Ø